# Štefan Maixner
Štefan Maixner est un ancien footballeur international slovaque, né le 14 avril 1968.

## Palmarès

### Avec leSlovan Bratislava
- Champion de Slovaquie en 1994, 1995 et 1996
- Vainqueur de la Coupe de Slovaquie en 1994 et 1997

### Avec l'Artmedia Petržalka
- Champion de Slovaquie en 2005
- Vainqueur de la Coupe de Slovaquie en 2004